# Bitwa pod Skoczowem
Bitwa pod Skoczowem – bitwa pomiędzy oddziałami polskimi a wojskami czechosłowackimi w dniach 28–30 stycznia 1919 roku. Największe starcie w czasie wojny polsko-czechosłowackiej.

## Sytuacja ogólna
Ofensywa czechosłowacka, prowadzona od 23 stycznia, zmusiła nieliczne siły polskie do odwrotu w kierunku północnym i północno-wschodnim. Zagrożone okrążeniem i całkowitym zniszczeniem, 26 stycznia wszystkie walczące jeszcze oddziały wycofano z Cieszyna i utworzono nową linię obrony. Dowodzący obroną płk Franciszek Latinik zorganizował pozycje nad Wisłą: od Strumienia na północy po Ustroń na południu. W ten sposób chciano zablokować Czechom drogę na Bielsko.
Czesi z kolei 27 stycznia zajęli opuszczony Cieszyn. W myśl kolejnych rozkazów ofensywa miała dotrzeć przynajmniej do zachodniego brzegu Wisły, a przy braku oporu miano także zająć resztę Śląska Cieszyńskiego do Bielska włącznie. Zadanie to zdawało się możliwe do wykonania, gdyż w tym czasie Czesi dysponowali przynajmniej 3-krotną przewagą liczebną.

## Bitwa

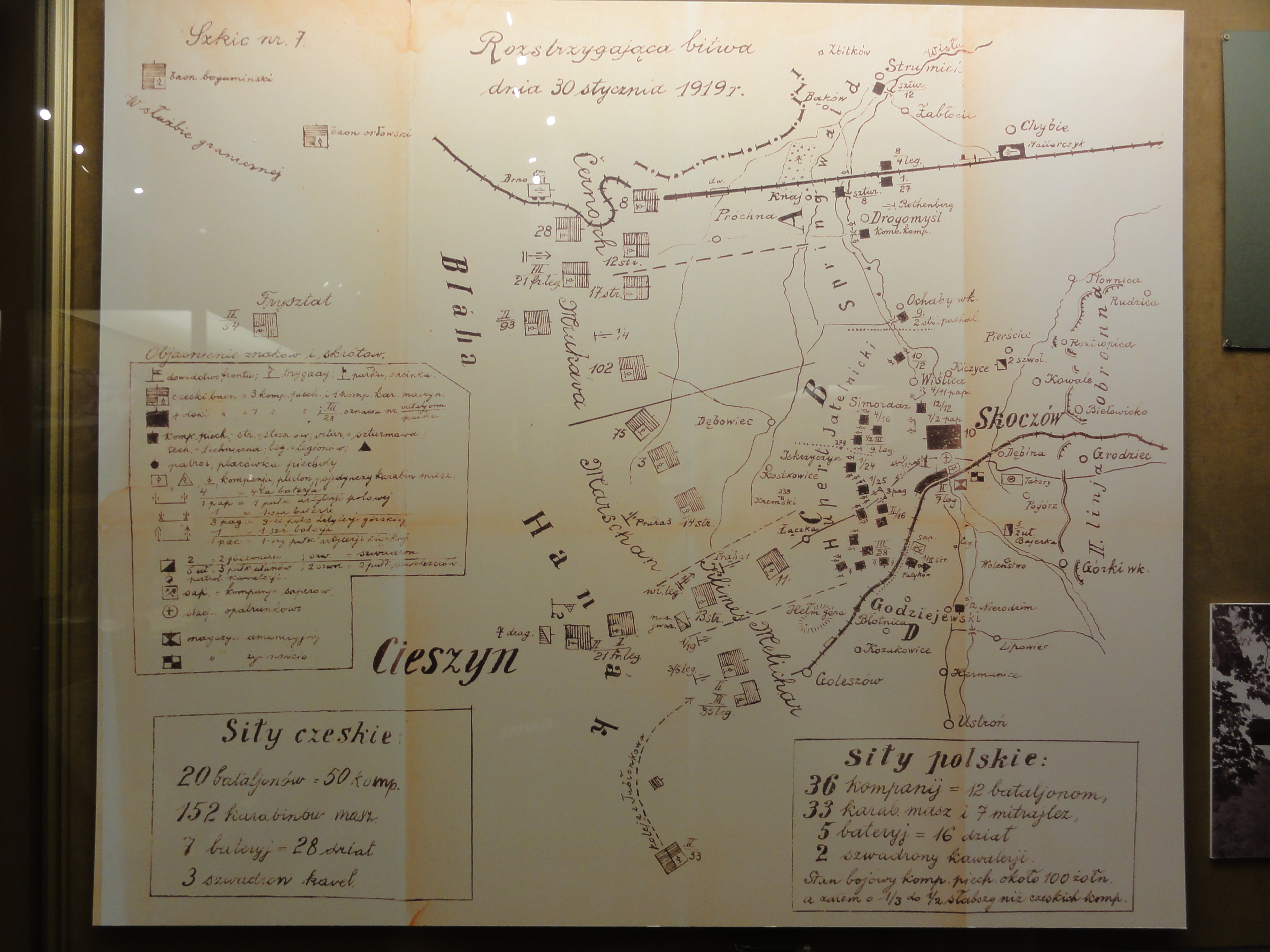
Bitwa pod Skoczowem

28 stycznia doszło do pierwszych walk w rejonie Skoczowa. Po zaciętej obronie następnego dnia Polacy wycofali się z Pruchnej na północ od Skoczowa oraz z Ustronia i okolic Goleszowa na południu. 30 stycznia wojska czechosłowackie zostały odrzucone od mostu kolejowego w Drogomyślu, dzięki szarży polskiego pociągu pancernego "Hallerczyk". Do wieczora Czesi zajęli tylko Strumień. Na południe od Skoczowa padł Nierodzim, ale tego samego dnia zdołano wieś odbić. Mimo zażartej ofensywy Czechów Polakom udało się obronić umocnienia w miejscowościach bezpośrednio pod Skoczowem, w: Ochabach, Wiślicy, Simoradzu i Międzyświeciu. Mimo przewagi liczebnej i przejścia sił czeskich na wschodni brzeg rzeki Wisły w rejonie Ustronia, w tym dniu w związku z opóźnieniem posiłków, ofensywa czeska utknęła.
Z uwagi na silny opór polskich oddziałów oraz nowe rozkazy z naczelnego dowództwa (wydane po ostrych naciskach ententy), dowodzący Czechami gen. Josef Šnejdárek po godz. 20:00 30 stycznia 1919 r. zaproponował zawieszenie broni. Propozycja rozejmu przyszła w ostatniej chwili, ponieważ płk Latinik uznał bitwę za przegraną i już o godz. 18:00 wydał rozkaz o przygotowaniu do odwrotu na nową linię obrony na wschód od rzeki Wisły. Zawieszenie broni weszło w życie następnego dnia.

## Skutki
Obrona rejonu Skoczowa uniemożliwiła wojskom czechosłowackim opanowanie całego Śląska Cieszyńskiego. Prowadzona jednak wojna polsko-ukraińska uniemożliwiła Polsce skuteczne przeciwstawienie się agresji i obronę tymczasowej linii demarkacyjnej, wyznaczonej 5 listopada 1918. Tylko stanowcze żądania natychmiastowego zaprzestania walk, wystosowane przez ententę, zapobiegły dalszym postępom Czechów na Śląsku Cieszyńskim. Bitwa skoczowska pozwoliła jednak Polsce na utrzymanie przynajmniej części regionu do czasu rozstrzygnięcia jego przynależności przez ententę.

## Upamiętnienie

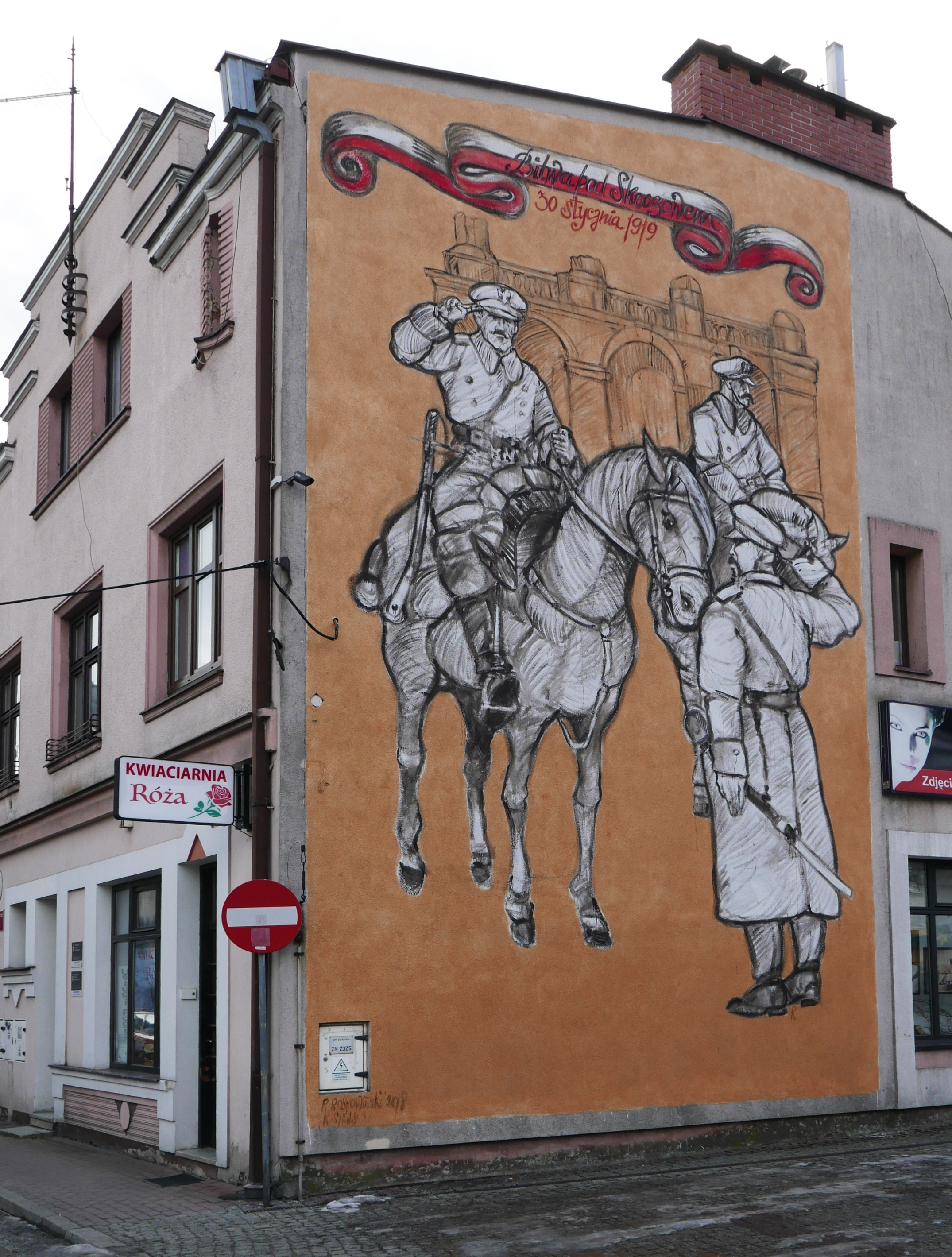
Mural Bitwa pod Skoczowem 30 stycznia 1919 na Małym Rynku w Skoczowie z 2018

Walki żołnierza polskiego o Cieszyn i Skoczów zostały upamiętnione na Grobie Nieznanego Żołnierza w Warszawie napisem na jednej z tablic po 1990 r. „CIESZYN - SKOCZÓW 23 - 26 I 1919”.
Dla upamiętnienia żołnierzy polskich poległych w Bitwie pod Skoczowem 28-30 stycznia 1919 roku, z inicjatywy gminy Towarzystwo Gimnastyczne „Sokół”, a głównie ówczesny prezes Józef Staszko, wznieśli pomnik „Naszym Bohaterom”. Projekt monumentu wykonał prof. Jan Raszka, zaś rzeźbę orła i płaskorzeźby - krakowski artysta Henryk Waldyn. Czołowa płyta płaskorzeźby przedstawiała alegoryczną wizję walki z czeskim lwem, boczne zawierały strofy patriotycznego wiersza ks. Emanuela Grima. Pomnik odsłonięto w 1924 roku. Niemcy zburzyli go we wrześniu 1939 roku. W 1961 roku na jego miejscu postawiono pomnik „Poległym za polskość Śląska” wg projektu Artura Cienciały. Przedstawiono na nim sceny związane z walką o polski Śląsk. Pomnik rozebrano w 2015 roku i na jego miejscu odbudowano przedwojenny pomnik „Naszym Bohaterom”, którego rekonstrukcję wykonano na podstawie archiwalnych fotografii. Całość zaprojektował architekt Ludwik Herok a autorem rzeźby był prof. Jan Herma z Cieszyna. Nowy pomnik odsłonięto 11 listopada 2015 roku.
W 2018 roku na budynku przy ul.Wałowej, na tzw. Małym Rynku namalowano pamiątkowy mural „Bitwa pod Skoczowem 30 stycznia 1919”. Przedstawia on 3 oficerów, w tle prezentuje się grób nieznanego żołnierza. Twórcą dzieła jest Rafał Roskowiński.
Dnia 2 lutego 2019 roku z okazji stulecia bitwy przeprowadzono jej rekonstrukcję w plenerze. Działania zbrojne toczone u bram miasta w styczniu 1919 roku odtworzyły takie grupy rekonstrukcyjne jak: Muzeum 4 PSP, GRH Grenadiere, GRH K.u.K. Sturmtruppen, GRH Powstaniec Śląski, GRH 7 DAK oraz grupy czeskie: KVH Karla Vasatka, KVH Slovacko, KVH Patria i Grupa Libora Ouzký'ego. Były opatrzone komentarzem historycznym zarówno w języku polskim, jak i w czeskim.